# Ночь над Манхэттеном
«Ночь над Манхэттеном» (англ. Night Falls on Manhattan) — американская криминальная драма режиссёра Сидни Люмета по роману Роберта Дейли «Дефектные доказательства» (англ. Tainted Evidence). Премьера фильма состоялась в октябре 1996 года в рамках ежегодного международного кинорынка MIFED (Италия), на экранах — с 22 октября 1996 года (Лондон).

## Сюжет
В ходе операции по задержанию наркодилера Джордана Вашингтона был тяжело ранен офицер полиции Лайам Кейси. Вашингтона задерживают, и начинается расследование. Обвинителем по данному делу назначают сына Лайама — Шона Кейси, заместителя окружного прокурора. Городские власти хотят, чтобы процесс стал показательным для всех наркоторговцев города.
В ходе судебного разбирательства обвиняемый заявляет, что полицейские неспроста хотели его убрать. Уровень коррупции среди городских силовых структур крайне высок, но Вашингтон, хоть и перечислил конкретные имена, не смог привести доказательства. По этому делу удаётся добиться обвинительного приговора Вашингтону, и Шон Кейси торжествует. Кейси получает повышение по службе, но история, рассказанная Вашингтоном, не даёт ему покоя.
Продолжая разбирательство по данному делу, Шон находит новые улики. Вскоре выясняется, что масштабы коррупции в городе не были преувеличены. Начинаются аресты. Оказывается, что его отец и его напарник Джой Аллегретто были нечисты на руку. Аллегретто, понимая, что ему грозит разоблачение как взяточнику, кончает жизнь самоубийством. Лайам не подтверждает того, что брал взятки, но признаётся сыну, что подделал ордер на арест Вашингтона, ссылаясь на то, что очень спешил.
Дело Лайама Кейси улаживается без уголовного расследования. Судья задним числом выписывает новую бумагу. В концовке, во время инструктажа работников прокуратуры, Шон напоминает им, что они должны относиться к работе честно и ответственно.

## В ролях
- Энди Гарсиа — Шон Кейси
- Йен Холм — Лайам Кейси
- Лена Олин — Пегги Линдстром
- Джеймс Гандольфини — Джои Аллегретто
- Шик Махмуд-Бей — Джордан Вашингтон
- Колм Фиори — Харрисон
- Рон Либман — Моргенштерн
- Ричард Дрейфус — Сэм Вигода
- Доминик Кьянезе — судья Импеллитери

## Съёмочная группа
- Режиссёр-постановщик: Сидни Люмет
- Сценаристы: Сидни Люмет
- Продюсеры: Джош Крамер, Том Маунт
- Композитор: Марк Айшем
- Оператор-постановщик: Дэвид Уоткин
- Монтажёр: Сэм О’Стин

## Номинации
1998 — Номинация на премию «ALMA» лучшему актёру художественного фильма — Энди Гарсиа